# 삼국사절요
《삼국사절요》(三國史節要)는 삼국 시대의 역사에서 요점을 간추려 연대별로 편찬한 조선시대의 책이다.

## 개설
조선 세조는 자신의 명분이 약함을 알고 왕권을 강화하는 입장에서 고려 시대까지의 역사를 담은 역사서를 편찬하고자 하였다. 이에 1458년(세조 4) 《동국통감》을 편찬하라고 명령하였으며, 1463년에 동국통감청(東國通鑑廳)을 설치하여 양성지(梁誠之)가 주관하고 신숙주(申叔舟)·권람(權擥)이 감수하며 이파(李坡)가 출납을 담당하게 하였다.
그러나 《동국통감》은 완성되지 못하고 성종 때 삼국시대까지만 노사신·서거정·이파·김계창·최숙정 등이 완성하였는데, 그 책이 《삼국사절요》이다.
《삼국사절요》는 총 15권인데, 삼국 이전의 상고사는 외기(外紀)로서 권수에 포함하지 않고 14권으로 목차를 작성하였다.
《삼국사기》를 기본으로 하고 《삼국유사》, 《수이전》, 《동국이상국집》, 《세종실록지리지》, 《고려사》 등을 통해 보완하였다. 설화·신화·전설·민담 등은 물론이고, 천재지변·종교 행사·풍속·사냥·교범·방언·축성·전란 등 국가의 흥망과 백성의 안녕에 관계되는 사건을 상세히 수록하였다.

## 같이 보기
- 삼국 시대
- 동국통감

## 참고 문헌
- 삼국사절요 국역본 (편찬 · 간행 : 사단법인 세종대왕기념사업회, 개발 · 제작 : 동방미디어주식회사 )